# CIS Вірменія
Вірменська міжнародна школа «Кембриджські міжнародні школи» (англ. CIS Armenia International School, вірм. CIS Հայաստա), альтернативна коротка назва CIS Вірменія (англ. CIS Armenia), вірм. CIS Հայաստան (CISA))  — приватна міжнародна школа, розташована у центрі м. Єреван. У школі навчаються більше 100 учнів віком від 3 до 19 років — від дитячого садочка до тринадцятого класу, більшість яких є дітьми громадян Вірменії та іноземних громадян, які проживають у Єревані. 
Школа є першою і єдиною у Вірменії школою, програми якої, починаючи від молодших, і закінчуючи старшими класами, охоплені освітніми програмами «Cambridge International Examinations».

## Освітні програми
Школа пропонує своїм учням дві навчальні програми — національну вірменську програму, затверджену Міністерством освіти і науки Республіки Вірменія, та розроблену міжнародною некомерційною приватною освітньою установою Cambridge International Examinations міжнародну програму, яка також є і національною програмою у Сполученому Королівстві Великої Британії та Північної Ірландії:
- «Cambridge Primary» (укр. Кембриджська програма початкових класів) — програма, орієнтована на учнів молодших класів віком від 5 до 11 років);[4][5]
- «Cambridge Secondary 1» (укр. Кембриджська програма середніх класів 1) — програма, орієнтована на учнів середніх класів віком від 11 до 14 років);[6][7]
- «Cambridge Secondary 2» (укр. Кембриджська програма середніх класів 2) — програма, орієнтована на учнів середніх класів віком від 14 до 16 років);[6][8]
- «Cambridge Advanced» (укр. Кембриджська програма вищої освіти) — програма, орієнтована на учнів старших класів віком від 16 до 19 років);[9][10]

| Вік школярів | 3-5                                   | 5-6               | 6-7               | 7-8               | 8-9               | 9-10              | 10-11             | 11-12                 | 12-13                 | 13-14                 | 14-15                 | 15-16                 | 16-18              | 17-19                 |
| Класи | Дитячий садочок                       | Y1                | Y2                | Y3                | Y4                | Y5                | Y6                | Y7                    | Y8                    | Y9                    | Y10                   | Y11                   | Y12                | Y13                   |
| Освітні програми | Програма ранніх років Раннє дитинство | Cambridge Primary | Cambridge Primary | Cambridge Primary | Cambridge Primary | Cambridge Primary | Cambridge Primary | Cambridge Secondary 1 | Cambridge Secondary 1 | Cambridge Secondary 1 | Cambridge Secondary 2 | Cambridge Secondary 2 | Cambridge Advanced | Cambridge Advanced    |
| Свідоцтва про освіту |                                       |                   |                   |                   |                   |                   | Сертифікат        |                       |                       |                       |                       | IGCSE                 |                    | AS A Level Атестат РА |
| Примітки: Y1—Y13 — градація класів за роком навчання (англ. Year 1 — Year 13); IGCSE — міжнародний сертифікат про загальну середню освіту; AS & A Levels — сертифікати про повну середню освіту рівнів AS & A; Атестат РА — атестат про повну середню освіту державного зразка Республіки Вірменія |                                       |                   |                   |                   |                   |                   |                   |                       |                       |                       |                       |                       |                    |                       |

Протягом опанування кожної з програм і по їх завершенню успішність перевіряється двома методами:
- поточне тестування (англ. Cambridge Progression Test) (екзаменаторами школи в кінці кожного року навчання);
- контрольне тестування (англ. Cambridge Checkpoint Test) (екзаменаторами Кембриджу в кінці кожної програми).

Навчаючись за «Програмою ранніх років», що викладається англійською мовою, учні отримують навички і досвід спілкування англійською на рівні, необхідному для подальшого навчання в школі, основні особистісні та колективні, емоційні та соціальні навички.
Навчаючись за «Кембриджською програмою початкових класів», учні отримують базові знання, навички і вміння, необхідні для навчання у середній школі.
Успішне завершення «Кембриджської програми середніх класів 1» у 9-му класі дозволяє продовжувати навчання для здобування міжнародного диплому Міжнародний сертифікат про загальну середню освіту (англ. International General Certificate of Secondary Education  — «IGCSE»).
Навчаючись за «Кембриджською програмою середніх класів 2» і по її успішному завершенні у 11-му класі, учні складають іспити на здобуття міжнародного диплому «IGCSE». Диплом визнаються не тільки у Сполученому Королівстві, а і у тих країнах, які прийняли у своїх національних освітніх системах аналогічні навчальні програми. 
Навчаючись за програмами «Cambridge Advanced», учні мають право здобувати кваліфікаційні рівні повної загальної середньої освіти Кембриджські міжнародні рівні AS & A (англ. Cambridge International AS & A Levels).
Навчаючись за національними освітніми вірменськими програмами, затвердженими Міністерством освіти і науки Республіки Вірменія, учні мають можливість здобувати свідоцтва про загальну середню освіту та атестат про повну середню освіту державного зразка Республіки Вірменія.

## Визнання отриманих кваліфікаційних рівнів
Програми Кембриджської міжнародної системи оцінювання готують школярів до життя, допомагаючи їм розвивати природну цікавість і постійну пристрасть до навчання. Офіційні свідоцтва про освітньо-кваліфікаційні рівні, такі як «Cambridge IGCSE» та «Cambridge International AS & A Level» визнаються та приймаються університетами та роботодавцями практично в усьому світі як об'єктивні свідчення про успішність. До таких країн відносяться країни Європейського Союзу, Північної Америки, Північної Африки, ПАР, Австралія та Нова Зеландія, а також, усі країни, що підписали Лісабонську конвенцію про визнання,
 у тому числі, і Україна, яка підписала цю конвенцію 11.04.1997, і ввела в дію з 01.06.2000.
Офіційні свідоцтва про освітньо-кваліфікаційні рівні державного зразка визнаються та приймаються університетами, вищими навчальними закладами та роботодавцями Республіки Вірменія.